# Oncopodura cavernarum
Oncopodura cavernarum is een springstaartensoort uit de familie van de Oncopoduridae. De wetenschappelijke naam van de soort is voor het eerst geldig gepubliceerd in 1934 door Stach.